# 偶然の旅行者
『偶然の旅行者』（ぐうぜんのりょこうしゃ、原題：The Accidental Tourist） は、1988年製作のアメリカ合衆国の映画。ローレンス・カスダン監督。原作はアン・タイラーの『アクシデンタル・ツーリスト』。1988年、最も高く評価された映画のひとつでアカデミー賞の作品賞、助演女優賞、脚色賞、作曲賞の4部門にノミネートされ、ジーナ・デイヴィスが助演女優賞を受賞した。

## キャスト
- メイコン・リアリー：ウィリアム・ハート
- ミュリエル・プリチェット：ジーナ・デイヴィス
- サラ・リアリー：キャスリーン・ターナー
- ジュリアン：ビル・プルマン
- ローズ・リアリー：エイミー・ライト
- ポーター・リアリー：デヴィッド・オグデン・スティアーズ
- チャールズ・リアリー：エド・ベグリー・ジュニア